# Экстрасенсы (фильм)
«Экстрасенсы» (англ. Solace — «Утешение») — остросюжетный детективный фильм режиссёра Афонсо Пойарта. В главных ролях — Энтони Хопкинс, Колин Фаррелл, Джеффри Дин Морган и Эбби Корниш. Вышел в прокат в сентябре 2015 года. В России премьера фильма состоялась 31 марта 2016.

## Сюжет
Агенты ФБР — Джо Мерриузер (Джеффри Дин Морган) и Кэтрин Коулс (Эбби Корниш) ведут расследование загадочных убийств. На всех жертвах были найдены следы иглы в области черепа — подтверждение мгновенной смерти. Джо решает не медлить и решает привлечь к делу опытного экстрасенса Джона Клэнси (Энтони Хопкинс), не раз помогавшему ФБР. Джон может видеть прошлое и отчасти будущее, однако все его видения надо тщательно рассматривать, чтобы понять всю суть. Несколько лет назад у Джона умерла от лейкемии дочка, и теперь он живёт отшельником в доме за городом и не общается с женой.
Джо едет к Клэнси и рассказывает ему об убийствах. После уговоров Джон соглашается помочь. В процессе расследования он знакомится с Кэтрин. Герой пытается выйти на убийцу с помощью видений, однако маньяк ускользает снова и снова. Тогда Клэнси вместе с агентами приходит к выводу — убийца тоже является экстрасенсом. Это осложняет игру.
Вскоре происходит новое убийство, другой человек (психопат) убивает девушку. Джон понимает, что это не наш парень, ФБР идет по следу, завязывается перестрелка, в которой ранят агента Мерриузера (в больнице он признается Джону, что у него рак и ему осталось пару месяцев) и погоня в ходе которой психопата убивают, получается, что серийный маньяк помог убить психопата.Так ФБР понимает, что серийный убийца убивает не только с помощью укола в шею (другие методы - отравления угарным газом, аварии). ФБР удаётся опознать личность убийцы —Чарльз Эмброуз (Колин Фаррелл). Клэнси понимает, что жертвами Эмброуза являлись люди, больные смертельными болезнями.  
Эмброуз приходит к Клэнси и говорит ему, что убивал больных людей, чтобы они не мучились и быстрее расстались с муками (Мерриузер умер в ходе операции, поэтому его семья будет получать пособие, его сын поступит в престижный колледж, а если бы он умер в муках через 72 дня, они бы ничего не получили).   
Он рассказывает, что сам смертельно болен, и хочет найти преемника, который продолжит его дело. Он хочет, чтоб Джон его убил, так как он сам болен и больше не может продолжать свое дело.  
Джон видит, что если он не убьёт Чарльза, погибнет Коулс, и ему приходится нажать на курок. В конце фильма оказывается, что Клэнси сам убил свою дочь, чтобы та не мучилась от болезни. Герой едет к своей жене, они снова мирятся.

## В ролях
| Актёр                 | Роль                            |
| --------------------- | ------------------------------- |
| Энтони Хопкинс        | доктор Джон Клэнси              |
| Колин Фаррелл         | Чарльз Эмброус                  |
| Джеффри Дин Морган    | агент ФБР Джозеф Джо Мерриуизер |
| Эбби Корниш           | агент ФБР Кэтрин Коулс          |
| Шэрон Лоуренс         | миссис Эллис                    |
| Мэтт Джеральд         | Сломан                          |
| Джанин Тёрнер         | Элизабет Клэнси                 |
| Кенни Джонсон         | Дэвид Рэймонд                   |
| Хосе Пабло Кантильо   | Сойер                           |
| Отем Диал             | Эмма Клэнси                     |
| Джошуа Клоуз          | Лайнус Харп                     |
| Ксандер Беркли        | мистер Эллис                    |
| Шэрон Лоуренс         | миссис Эллис                    |
| Марли Шелтон          | Лаура Мерриуэзер                |
| Луиза Мораес          | Виктория Реймонд                |
| Джордан Вудс-Робинсон | Джеффри Олдфилд                 |

## Съёмки
Съёмки начались в конце мая 2013 года и проходили в Атланте.
Изначально студия купила сценарий будущего фильма, чтобы использовать в качестве основы фильма «Ei8ht» — потенциального сиквела «Семь» (англ. Se7en), но позже от этого отказались.
В какой-то момент фильм собирался снимать Шекхар Капур с Брюсом Уиллисом в главной роли.